# فرودگاه روتردام دی‌هیگ
فرودگاه روتردام دی‌هیگ (به انگلیسی: Rotterdam The Hague Airport) (به زبان بومی: Vliegveld Zestienhoven) یک فرودگاه همگانی و نظامی مسافربری با کد یاتا RTM است که یک باند فرود آسفالت دارد و طول باند آن ۲۲۰۰ متر است. این فرودگاه در شهر روتردام کشور هلند قرار دارد و در ارتفاع -۴ متری از سطح دریا واقع شده است.

## شرکت‌های هواپیمایی و مقصدهای پروازی
| شرکت‌های هواپیمایی                                     | مقصدهای پروازی |
| ----------------------------------------------------- | --- |
| بریتیش ایرویز اجرا توسط بی‌ای سیتی‌فلایر                | لندن سی‌تی |
| CityJet اجرا توسط Danish Air Transport                | چارتر فصلی: جرزی، گوئرنزی |
| کرندون ایرلاینز                                       | چارتر فصلی: آنتالیا |
| فری‌برد ایرلاینز operated for تی‌یوآی ایرلاینز نیدرلندز | چارتر فصلی: آنتالیا |
| پگاسوس ایرلاینز                                       | چارتر فصلی: ارکیلت، قونیه |
| ترانساویا.کام                                         | آلیکانته-الچه، بارسلونا-ال پرات، بوداپست فرنک لیست، فارو، گرن کناریا، لیسبون پورتلا (آغاز از ۱۸ فوریه ۲۰۱۸), مالاگا، لئوناردو دا وینچی-فیومیچینو، تنریف جنوبی، ونیز مارکو پولو، وین فصلی: برژراک دردونژ پریگورد، برلین شونفلد، شامبری ساووی، ژنو، جیرونا-کاستا براوا، گرنوبل-ایزره، ایبیزا، اینسبروک، لانزاروته، پالما د مایورکا، گالیله، پولا، زالتسبورگ، اسپلیت، تولن-ایر، والنسیا |
| TUI fly Belgium اجرا توسط ایراکسپلور                  | چارتر فصلی: ابن بطوطه طنجه، انگادس |
| تی‌یوآی ایرلاینز نیدرلندز                              | چارتر فصلی: جزیره کوس، پالما د مایورکا |
| ویولینگ                                               | بارسلونا-ال پرات |